# Formazione del contratto
Per formazione del contratto si intendono tutte quelle regole che aiutano l'interprete, a capire in quale preciso momento si verifica il passaggio da una semplice serie di atti di volontà, compiuti singolarmente da due soggetti del diritto, a un vero e proprio contratto. Tale determinazione assume particolare rilievo nell'ambito del diritto civile in quanto solo a partire da questo momento potranno cominciare ad applicarsi le norme sulla disciplina contrattuale contenute nel quarto libro del codice civile.

## La proposta e l'accettazione
Partendo dal presupposto che il contratto è l'incontro della volontà delle due parti, è ovvio che per la conclusione di esso sarà necessario il compimento di una serie di atti che costituiscano la manifestazione della volontà delle parti, necessaria per la formazione del contratto.
L'atto con il quale una delle due parti (proponente) formula la propria proposta di contratto, rivolta all'altra parte, prende il nome di proposta.
La controdichiarazione con cui quest'ultima (oblato) vi aderisce prende il nome di accettazione.
Quindi, affinché un contratto possa dirsi tale, sarà necessario il susseguirsi di questi due atti, ognuno dei quali può essere definito:
- atto unilaterale, in quanto è sufficiente che sia compiuto da un solo soggetto perché sia valido.
- atto ricettizio, in quanto, per la sua validità, è necessario che giunga a conoscenza di controparte.
- atto revocabile, in quanto può essere revocato nei tempi e nei modi stabiliti dalla legge.

Il problema, a questo punto, è individuare il momento a partire dal quale proposta e accettazione cessino di essere considerate separatamente, per diventare contratto.

## Momento della formazione del contratto
L'art 1326 stabilisce che il contratto si considera concluso nel momento in cui il proponente giunge a conoscenza dell'accettazione.
In base all'art. 1335, si presume che tale conoscenza avvenga nel momento in cui l'accettazione giunge all'indirizzo del proponente: si tratta di una presunzione relativa, neutralizzabile dalla prova dell'impossibilità a giungerne a conoscenza.
Ma non basta, perché l'accettazione sia efficace deve avere determinate caratteristiche:
- tempestività: deve avvenire in tempo ragionevole o comunque nel termine stabilito nella proposta.
- formalità: deve rivestire la forma eventualmente prevista nella proposta.
- conformità alla proposta: altrimenti non vale come accettazione ma come nuova proposta.

Da questo si può dedurre che, in base allo schema tipico, il contratto è costituito da: proposta più accettazione giunta tempestivamente a conoscenza del proponente, conforme e formale

## Conclusioni: contratti e atti unilaterali
Queste considerazioni svolte, a proposito delle regole sulla conclusione del contratto, sono indispensabili per individuare la linea di confine esistente tra atti unilaterali e contratti.
I primi sono già di per sé validi ed efficaci non appena sono stati posti in essere dall'autore, indipendentemente dai comportamenti dei soggetti nei confronti dei quali produrranno effetti; I secondi necessitano della interazione dei due soggetti per poter essere considerati contratti, nonché per produrre i loro effetti tipici.

## Riferimenti normativi
- Codice Civile